# Senet (miejscowość)
Senet (także: Senet de Barravés) – miejscowość w Hiszpanii, w Katalonii, w prowincji Lleida, w comarce Alta Ribagorça, w gminie Vilaller.
Według danych INE z 2005 roku miejscowość zamieszkiwały 92 osoby.